# Episodi di West Point
La prima e unica stagione della serie televisiva West Point è andata in onda negli Stati Uniti dal 5 ottobre 1956 al 28 giugno 1957 sulla CBS.
| nº | Titolo originale              | Prima TV USA     |
| -- | ----------------------------- | ---------------- |
| 0  | The Yearling and the Plebe    | 10 gennaio 1956  |
| 1  | The Mystery of Cadet Layton   | 5 ottobre 1956   |
| 2  | The Operator and the Martinet | 12 ottobre 1956  |
| 3  | Officer's Wife                | 19 ottobre 1956  |
| 4  | The Honor Code                | 26 ottobre 1956  |
| 5  | Thicker Than Water            | 2 novembre 1956  |
| 6  | The Right to Choose           | 9 novembre 1956  |
| 7  | His Brother's Fist            | 16 novembre 1956 |
| 8  | Decision                      | 23 novembre 1956 |
| 9  | His Highness and the Halfback | 30 novembre 1956 |
| 10 | Man of Action                 | 7 dicembre 1956  |
| 11 | Heat of Anger                 | 14 dicembre 1956 |
| 12 | Christmas Present             | 21 dicembre 1956 |
| 13 | Double Reverse                | 28 dicembre 1956 |
| 14 | The Hard Task                 | 4 gennaio 1957   |
| 15 | The Army-Navy Game            | 11 gennaio 1957  |
| 16 | Start Running                 | 18 gennaio 1957  |
| 17 | Wrong Fight                   | 25 gennaio 1957  |
| 18 | Operation Survival            | 1º febbraio 1957 |
| 19 | Jet Flight                    | 8 febbraio 1957  |
| 20 | Combat Proof                  | 15 febbraio 1957 |
| 21 | The Command                   | 22 febbraio 1957 |
| 22 | White Fury                    | 1º marzo 1957    |
| 23 | Ambush                        | 8 marzo 1957     |
| 24 | The Only Witness              | 15 marzo 1957    |
| 25 | Dangerous Area                | 22 marzo 1957    |
| 26 | Title Unknown                 | 29 marzo 1957    |
| 27 | McKinley's Challenge          | 5 aprile 1957    |
| 28 | Cold Peril                    | 12 aprile 1957   |
| 29 | The Contact                   | 19 aprile 1957   |
| 30 | Backfire                      | 26 aprile 1957   |
| 31 | Flareup                       | 3 maggio 1957    |
| 32 | M-24                          | 10 maggio 1957   |
| 33 | The Harder Right              | 17 maggio 1957   |
| 34 | The Drowning of the Gun       | 24 maggio 1957   |
| 35 | Courageous Decision           | 31/May/2007      |
| 36 | Fight Back                    | 7 giugno 1957    |
| 37 | Dragoon Patrol                | 14 giugno 1957   |
| 38 | The Deep End                  | 21 giugno 1957   |
| 39 | Pressure                      | 28 giugno 1957   |

## The Mystery of Cadet Layton
- Prima televisiva: 5 ottobre 1956 (pilot)

### Trama
- Guest star: Martin Milner (cadetto Layton), Don Eitner (Townsend), Carolyn Craig (Judy)

## The Operator and the Martinet
- Prima televisiva: 12 ottobre 1956
- Scritto da: Gene Roddenberry

### Trama
- Guest star: Robert Carle (cadetto de Witt), Leonard Shoemaker (cadetto Furnas), Del Erickson (cadetto Harrison), Chet Marshall (cadetto Towne), Chuck Connors (maggiore Neilson), Robert Vaughn (cadetto Homoroff)

## Officer's Wife
- Prima televisiva: 19 ottobre 1956
- Scritto da: Don Brinkley

### Trama
- Guest star: John Wilder (cadetto Jacoby), Dallas Midgette (M. P.), Burt Masters (Willis), Olive Sturgess (Connie), Diana Douglas (Janet)

## The Honor Code
- Prima televisiva: 26 ottobre 1956
- Diretto da: Leon Benson
- Scritto da: Don Brinkley

### Trama
- Guest star: Ernest Parmentier, Ted Perritt, Tom Middleton, Jane Mcarthur, Steve Terrell (cadetto Hollis), Terence Kilburn (cadetto Garley), Richard Jaeckel (cadetto Tanner)

## Thicker Than Water
- Prima televisiva: 2 novembre 1956

### Trama
- Guest star: William Campbell (Joel), Corey Allen

## The Right to Choose
- Prima televisiva: 9 novembre 1956

### Trama
- Guest star: Gloria Talbott (Carol Gridgeman), Hillary Brooke (Mrs. Gridgeman), Robert Gothie (Jim Stratton)

## His Brother's Fist
- Prima televisiva: 16 novembre 1956
- Scritto da: Don Brinkley, William Bruckner

### Trama
- Guest star: Michael Garth (capitano Rogers), Rodney Bell (Bud York), Jeff Harris (Lon Milliken), John Beradino (Rick Kennedy), Leonard Nimoy (Tom Kennedy)

## Decision
- Prima televisiva: 23 novembre 1956

### Trama
- Guest star: Don Oreck (Lou Sylvan), Barbara Eden (Toni de Witt)

## His Highness and the Halfback
- Prima televisiva: 30 novembre 1956

### Trama
- Guest star: Felix "doc" Blanchard (se stesso)

## Man of Action
- Prima televisiva: 7 dicembre 1956

### Trama
- Guest star: Peter Hansen (capitano O'Hara), John Aberle (Pete Burke), Don Gardner (Larry Jones), Laurence Hugo (maggiore King), Larry Pennell (Bob Matson)

## Heat of Anger
- Prima televisiva: 14 dicembre 1956

### Trama
- Guest star: James Hickman (cadetto Carter), Larry Thor (capitano Holmes), Brian G. Hutton (Will Adler), Henry Silva (Joe Simpson), Pat Crowley (Meg)

## Christmas Present
- Prima televisiva: 21 dicembre 1956
- Scritto da: Donn Mullally

### Trama
- Guest star: Larry Thor (capitano Holmes), David Rollins (Clark), Tyler MacDuff (Stacey), Jackie Loughery (Clare Logan), Race Gentry (Pete), Don Eitner (Don Townsend)

## Double Reverse
- Prima televisiva: 28 dicembre 1956

### Trama
- Guest star: Kaye Elhardt, Eve Brent, Mike Mason (Thompson), Don Durant (Colton), Cynthia Baxter (Doreen)

## The Hard Task
- Prima televisiva: 4 gennaio 1957

### Trama
- Guest star: Jack Grinnage (Zigler), Chet Marshall (Riley), Del Erickson, Paul Grant, Peter Miller

## The Army-Navy Game
- Prima televisiva: 11 gennaio 1957

### Trama
- Guest star: Dan White (Bracken), Glen Kramer (Bennett), Steve Warren (Hubbell), Chuck Connors (maggiore Neilson)

## Start Running
- Prima televisiva: 18 gennaio 1957

### Trama
- Guest star: Betsy Meade (Betty Dodge), Mike Mason (Carl Dodge), Brett Halsey (Stephen Pauley), Michael Garth (maggiore Dark), Pat Conway (Joshua McCabe), Larry Hagman (Bailey)

## Wrong Fight
- Prima televisiva: 25 gennaio 1957

### Trama
- Guest star: Ray Weaver (Dave Standish), Dick Sargent (cadetto Daniels), Patricia Hardy (Lisa Wallace), William Traylor (John Bellson), Patrick Waltz (Mickey Weems)

## Operation Survival
- Prima televisiva: 1º febbraio 1957

### Trama
- Guest star: Rod McKuen, Jan Merlin (Farrell), Clark Howat (Dudley)

## Jet Flight
- Prima televisiva: 8 febbraio 1957
- Scritto da: Gene Roddenberry

### Trama
- Guest star: Morgan Jones, Ron Foster, Melville Cooper, Richard Erdman (capitano Don Prickette), Bill Lundmark (Chuck Cawistat)

## Combat Proof
- Prima televisiva: 15 febbraio 1957

### Trama
- Guest star: Jan Merlin (Grey), Race Gentry (Stapleton), Peter Hayman (Mal)

## The Command
- Prima televisiva: 22 febbraio 1957

### Trama
- Guest star: Richard Jaeckel (Leo), Edward Platt (colonnello Bellman), Dick Davalos (Jim Bellman)

## White Fury
- Prima televisiva: 1º marzo 1957

### Trama
- Guest star: Bruce Bennett (Wooderson), Jerome Courtland (cadetto Chris Wooderson), Clint Eastwood (cadetto Bob Salter)

## Ambush
- Prima televisiva: 8 marzo 1957

### Trama
- Guest star: Steve McQueen, Jimmy Ogg (Frank), Jim Macbridges (George)

## The Only Witness
- Prima televisiva: 15 marzo 1957

### Trama
- Guest star: Tom Brown (Coach), William Doty (Marty), Ron Hagerthy (Daniel Atlas), Peter Baldwin (Paul Victor), Eddie Foy, III (Steve Atlas)

## Dangerous Area
- Prima televisiva: 22 marzo 1957

### Trama
- Guest star: Clark Howat (Andrews), Robert Beneveds (Dan), Joby Baker (Monty), Joey Forman (Alan)

## Title Unknown
- Prima televisiva: 29 marzo 1957

### Trama
- Guest star:

## McKinley's Challenge
- Prima televisiva: 5 aprile 1957

### Trama
- Guest star: Russell Hicks, Don Eitner, Joaquin Martinez (Rodriguez), Donna Martell (Maria Alicia Garcia), Chris Warfield (Dick McKinley)

## Cold Peril
- Prima televisiva: 12 aprile 1957
- Scritto da: Don Brinkley

### Trama
- Guest star: Leonard Nimoy (Tom Kennedy), Larry Pennell (Bob Matson)

## The Contact
- Prima televisiva: 19 aprile 1957
- Diretto da: Ted Post
- Scritto da: Don Brinkley

### Trama
- Guest star: Leonard Shoemaker, Alan Austin, Eddie Bryan, Richard McGrath, Mitchell Lear, Richard Emory, Jack Mather, Larry Thor, Del Erickson (Tobin), Steve Terrell (George Nelson)

## Backfire
- Prima televisiva: 26 aprile 1957
- Scritto da: George F. Slavin

### Trama
- Guest star: Jack Grinnage (Dodd), Charles Maxwell (Howard)

## Flareup
- Prima televisiva: 3 maggio 1957
- Scritto da: Tom Warlock

### Trama
- Guest star: Harry Vinson (Clay), Gerald Charlebois (Jerry), James Westmoreland (Talbert), Peter Baldwin (cadetto Saunders)

## M-24
- Prima televisiva: 10 maggio 1957

### Trama
- Guest star: Roger Smith (cadetto Matt Tracy), John Erman (Prentice)

## The Harder Right
- Prima televisiva: 17 maggio 1957

### Trama
- Guest star: William Traylor, Arthur Storch (Saunders), Richard Jaeckel, Clu Gulager (Prous)

## The Drowning of the Gun
- Prima televisiva: 24 maggio 1957
- Diretto da: Henry Kesler
- Scritto da: Gene Roddenberry, E. Jack Neuman

### Trama
- Guest star: Jack Haley Jr. (cadetto Charles Davis), Don Eitner (Townsend), Russell Hicks

## Courageous Decision
- Prima televisiva: 31/May/2007
- Scritto da: David P. Harmon

### Trama
- Guest star: Chet Marshall (Chet), Karen Sharpe Kramer (Sandra), Walter Kelley (Reb)

## Fight Back
- Prima televisiva: 7 giugno 1957

### Trama
- Guest star: Patrick Waltz (Ernie Watts), Dick Sargent (Mike Mullen), Don Gardner (Kent Peterson), Brett Halsey (Wally Andrews), Roger Dollarhyde (cadetto Sloane)

## Dragoon Patrol
- Prima televisiva: 14 giugno 1957
- Scritto da: Don Brinkley

### Trama
- Guest star: Tom Greenway (Mooney), Tristram Coffin (maggiore Watts), James Best (William Purdom)

## The Deep End
- Prima televisiva: 21 giugno 1957
- Scritto da: Ellis Marcus, E. Jack Neuman

### Trama
- Guest star: Pat Colby (Couzens), Christine White (Louise), Robert Beneveds (cadetto Tom Garber)

## Pressure
- Prima televisiva: 28 giugno 1957

### Trama
- Guest star: James Dobson (Porter), Dale Hutchinson (Driggs), Jo Ann Liliquist (Polly), Gloria Talbott (Marie), Helen Brown, Maureen Cassidy, Frank Fenton